# 국화속
국화속(菊花屬, Chrysanthemum)은 국화과에 속하는 다년생 식물이다. 관상용으로 널리 쓰이는 국화(Chrysanthemum x morifolium)는 국화속의 교잡종이다.

## 특징
관상용으로 널리 재배하는 여러해살이풀로 많은 원예품종이 있다. 줄기는 밑부분이 목질화하며, 잎은 어긋나고 우상으로 갈라진다. 꽃은 두상화로 줄기 끝에 피는데 중앙은 관상화, 주변부는 설상화이다. 설상화는 암술만 가진 단성화이고 관상화는 암수술을 모두 가진 양성화이다. 꽃은 노란색·백색·빨간색·보라색 등 품종에 따라 다양하고 크기나 모양도 품종에 따라 다르다. 오래 재배해 오는 동안 많은 변종이 개발되었으며, 꽃의 크기에 따라 18cm 이상인 것을 대륜(大輪), 9cm 이상인 것을 중륜, 그 이하의 것을 소륜으로 구별한다. 또, 꽃잎의 형태에 따라 후물(厚物)·관물(官物) 및 광물(廣物)로 크게 나눈 다음 세분하기도 한다. 꽃을 말린 것을 베개 속에 넣으면 두통에 효과가 있고, 이불솜에 넣으면 그윽한 향기를 즐길 수 있으며, 국화술〔延命酒〕을 담가 먹기도 한다.

## 분류
국화속에는 한국의 자생식물이 없고, 대부분 동아시아, 그중에서도 중국에 많이 자생한다. 흔히 우리나라 자생식물인 구절초, 감국종류를 국화속 (Chrysanthemum)으로 분류하여 표기되는데 이는 잘못된 표기이다. 수십년전 분류학자들에 의해, 지금보다 더 많은 종을 포함하고 있던 국화속을 여러속으로 가르게 되면서 구절초도 국화속이 아닌 산국속(Dendranthema)으로 분류되었으나,현재는 다시 산국속이 국화속에 통합되면서 구절초,감국종류도 다시 국화속으로 돌아왔다.

## 유래
국화는 매화·난초·대나무와 함께 일찍부터 사군자의 하나로 지칭되어 왔다. 뭇꽃들이 다투어 피는 봄·여름에 피지 않고 날씨가 차가워진 가을에 서리를 맞으면서 홀로 피는 국화의 모습에서 한국의 선인 들은 고고한 기품과 절개를 지키는 군자의 모습을 발견하였던 것이다.(사군자는 한국의 선인들이 발견한게 아니라 중국에서 들어온 것..) 그래서 국화를 일컬어 오상고절(傲霜孤節)이라고 한다. 중국에서는 도연명(陶淵明)이 국화를 가장 사랑하였다고 알려져 있으며, 주무숙(周茂叔)은 〈애련설(愛蓮說)〉에서 "국화지은일자야(菊花之隱逸者也)"라고 하였다. 국화는 군자 가운데서도 '은둔하는 선비'의 이미지에 잘 부합되는 것으로 평가 받는다.
국화가 언제 한국에 전래되었는지 정확히는 알 수 없으나 조선 세종 때 강희안(姜希顔)이 지은 《양화소록(養花小錄)》에는 고려 충숙왕 때 중국의 천자가 보낸 것으로 기록되어 있다. 중국에서는 음력 9월 9일, 곧 중양절에 국화주를 가지고 높은 곳에 오르는 풍습이 있었다고 하는데, 한국도 9월 9일에 민간에서 국화주를 담가 먹는 풍습이 있었다. 고려가요 〈동동(動動)〉 9월령에 "9월 9일에 아으 약이라, 먹논 황화(黃花)고지 안해 드니 새셔가만 하예라, 아으 동동다리"라고 하였으니, 중양절에 국화주를 담가 먹었고 그것을 약주로 인식하고 있었음을 알 수 있고, 또한 고려시대에 이미 한국에도 국화가 있었음도 알 수 있다.

## 품종
국화속은 보통 여러해살이풀로서 줄기는 다소 목질화하고 겨울이면 지상부가 말라 죽으며 뿌리로 월동한다. 꽃은 두상화로 가을에 피는데 설상화와 관상화로 되며, 지름은 작은 것이 1cm, 큰 것은 3 ~ 5cm이다. 현재 한국의 산과 들에서 자생하는 야생 국화속은, 다음과 같은 것들이 있다.
산국

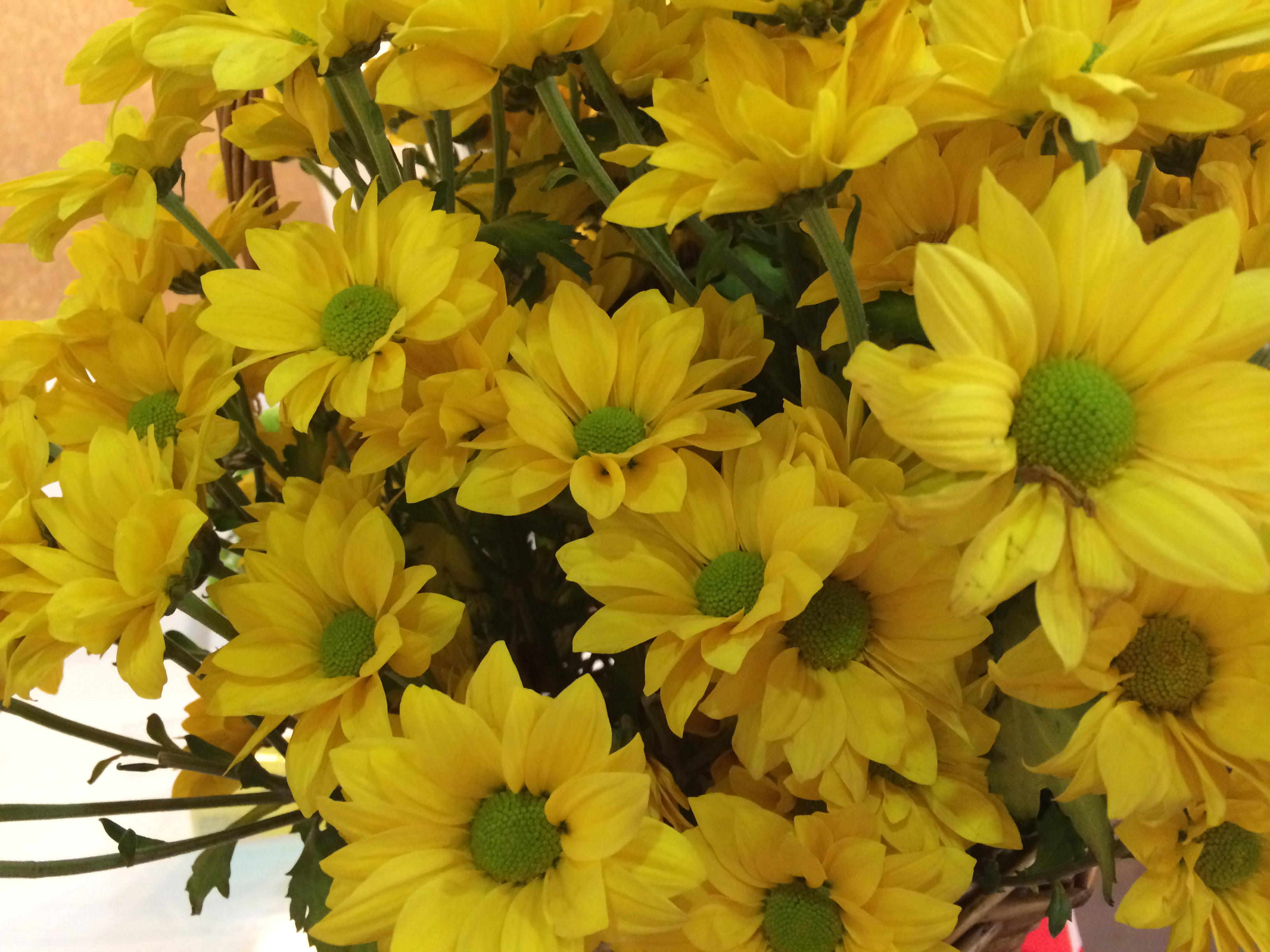

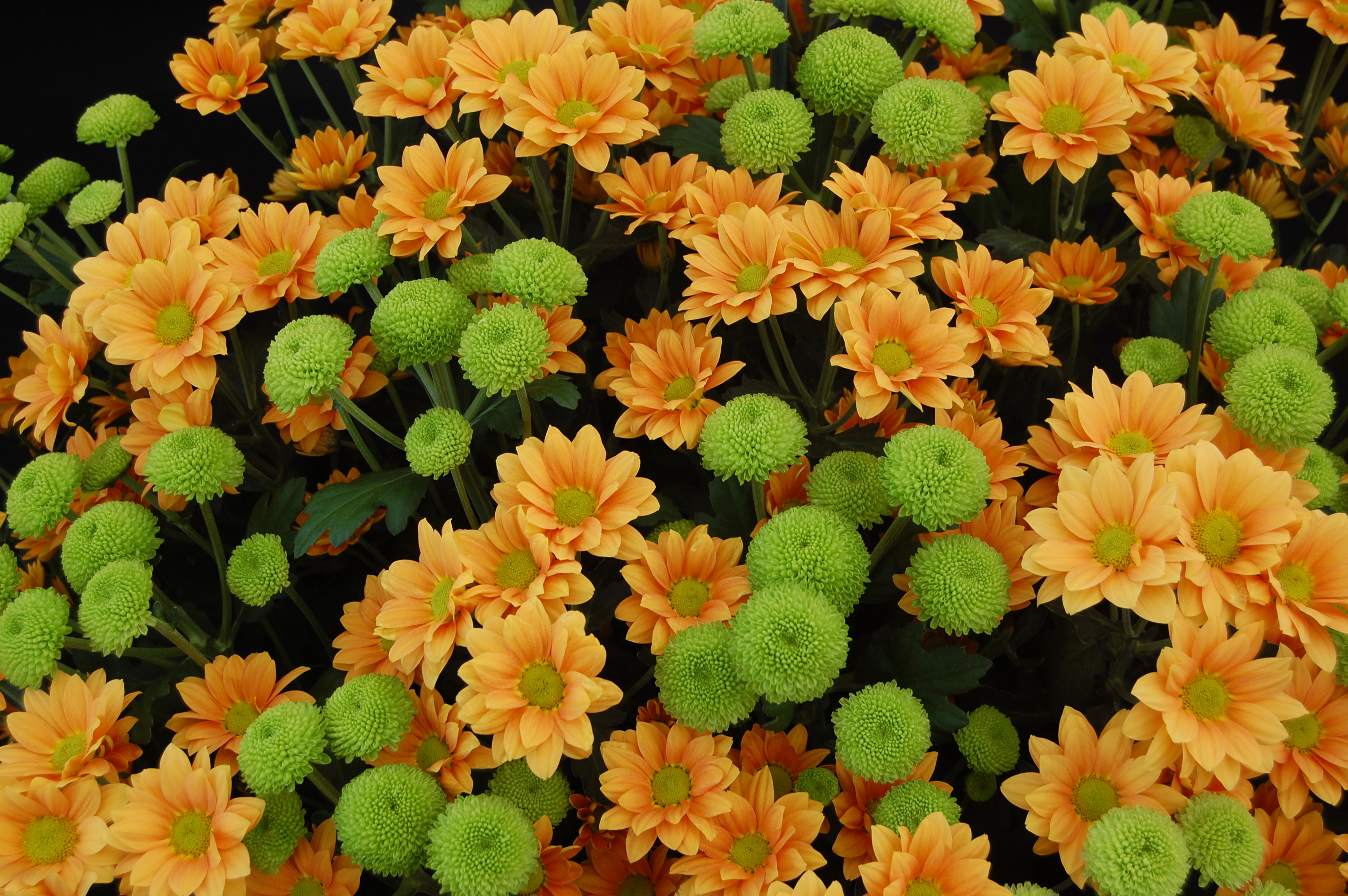

산과 들에서 자라며, 줄기는 높이 1 ~ 1.5m이고 위쪽에서 가지를 많이 치며 흰털이 나 있다. 10 ~ 11월에 가지 끝에서 다수의 두상화가 피는데, 지름 1.5cm 정도이고 설상화는 황색이다.
감국
산국과 비슷하나 꽃이 좀 커서 지름 2.5cm 정도이다.
뇌향국화
양지바른 산지에서 자라며, 높이 40 ~ 80cm이고 잎에는 향기가 있다. 10 ~ 11월에 백색 설상화와 황색 관상화로 된 두상화가 가지 끝에 다수 핀다. 두상화는 지름 3 ~ 5cm이다.
산구절초
산과 들에서 자라며, 높이 10 ~ 60cm이다. 두상화는 원줄기 끝과 가지 끝에 1개씩 피며 지름 3 ~ 6cm이고, 꽃은 보통 백색이지만 붉은 빛이 도는 것도 있다.
갯국화
바닷가에서 자라며 높이 30 ~ 40cm이고, 10 ~ 11월에 황색의 작은 두상화가 가지 끝에 모여 핀다.
재배 국화는 꽃송이의 크기에 따라서 대국(大菊)·중국(中菊)·소국(小菊)으로 나누며, 개화기에 따라 추국(秋菊)·동국(冬菊)·하국(夏菊) 등으로 나눈다. 소국은 꽃잎의 형태도 여러 가지이고, 꽃색도 다양해서 현애작이나 분재작으로 적당하다. 개화기에 의한 분류는 주로 절화용 품종에 적용한 것인데 추국은 일반적인 개화기를 가지는 것이고, 동국은 초겨울에 꽃이 피는 것, 하국은 낮시간의 길이에 관계없이 온도만 알맞으면 언제든지 꽃이 피는 것이다.

## 재배
국화는 절화용·화분용·화단용으로 나누어지는데 화분용은 다시 포트멈과 관상국으로 구분되고, 화단용으로는 주로 쿠션멈이 있다.
절화생산은 노지(路地)에서뿐만 아니라 온실과 하우스의 촉성재배, 단일처리로 개화기를 빠르게 하는 빛가림(차광) 재배, 장일처리로 개화기를 늦추는 전조억제재배 등이 있다.
이 중 빛가림 재배는 가을국화를 여름철 장일기간 동안에 빛가림으로 단일을 만들어 줌으로써 꽃눈 분화를 유기시켜 개화를 촉진시킨 것이다. 빛가림은 수확예정일 50 ~ 60일 전부터 시작한다. 밤의 길이는 4시간이 되고 낮의 길이는 10시간이 되도록 하여 단일조건을 만들어 준다. 빛가림 중에는 온도가 높이 올라가 꽃눈 발달에 좋지 못한 영향을 줄 뿐 아니라 병해의 위험도 크므로, 지나치게 온도가 올라가지 않도록 주의해야 한다.
전조억제재배는 가을국화나 겨울국화를 12월 하순 이후에 꽃피게 하여 수확하려고 할 때 이용하는 억제재배이다. 분용재배 중 관상국은 대륜·입국·현애·석부작 및 목부작 등으로 나뉘는데, 대량생산이 제한되어 영리적인 생산이 활발하지 못하며, 분용으로는 포트멈이 많이 생산된다.
포트멈은 미국에서 가을국화로부터 개발된 품종으로 줄기의 길이에 따라 단경종·중경종·장경종으로, 또한 단일처리를 받기 시작하여 꽃이 피기까지의 기간에 따라 8주국화·10주국화·13주국화로 나뉜다. 이 포트멈은 전조에 의한 개화억제와 빛가림에 의한 개화촉진 처리를 시기에 따라 조절함으로써 연중 생산이 가능하며, 생육기간이 비교적 짧아 75 ~ 90일 만에 시장에 출하할 수 있는 장점이 있다.

## 번식
국화는 눈꽃이와 포기나누기로 번식시킨다. 절화재배를 하기 위한 추국의 촉성재배, 하국의 노지재배, 동국의 소륜종 등은 동지나 추분에 포기턱에서 나오는 새순을 나누어 심는다. 그 밖에 추국의 보통재배는 4 ~ 5월, 전조재배는 7 ~ 8월, 동국의 보통재배는 9월에 꺾꽂이 한다.
관상국 재배에서는 대국의 대륜작이나 소국의 현애작 및 분재작은 겨울에 포기나누기를 하며, 대국의 입국작은 4월 하순에서 5월 상순에 눈꽂이를 한다. 꺾꽂이 할 흙은 개울 모래가 좋으며, 꺾꽂이순은 줄기를 6cm 내외로 자른 것에 잎을 2개 정도 남겨 꽂는다. 꽂을 때 호르몬제를 쓰기도 하며, 꽂은 다음에는 해가림을 하고, 물주기에 힘쓰면 3주일 만에 뿌리를 내린다.

## 하위 종
2020년 2월 기준으로, 플랜츠 오브 더 월드 온라인은 다음의 종을 분류하였다:
- C. aphrodite Kitam.
- C. arcticum L.
- C. argyrophyllum Ling
- C. arisanense Hayata
- C. chalchingolicum Grubov
- C. chanetii H.Lév.
- C. crassum (Kitam.) Kitam.
- C. cuneifolium Kitam.
- C. daucifolium Pers.
- C. dichrum (C.Shih) H.Ohashi & Yonek.
- C. foliaceum (G.F.Peng, C.Shih & S.Q.Zhang) J.M.Wang & Y.T.Hou
- C. glabriusculum (W.W.Sm.) Hand.-Mazz.
- C. horaimontanum Masam.
- C. hypargyreum Diels
- 감국(C. indicum) L.
- C. integrifolium Richardson
- C. japonicum (Maxim.) Makino
- C. × konoanum Makino
- 산국(C. lavandulifolium) Makino
- C. leucanthum (Makino) Makino
- C. longibracteatum (C.Shih, G.F.Peng & S.Y.Jin) J.M.Wang & Y.T.Hou
- C. maximoviczii Kom.
- C. miyatojimense Kitam.
- 국화(C. × morifolium) (Ramat.) Hemsl.
- C. morii Hayata
- C. naktongense Nakai
- C. ogawae Kitam.
- C. okiense Kitam.
- C. oreastrum Hance
- C. ornatum Hemsl.
- C. parvifolium C.C.Chang
- C. potentilloides Hand.-Mazz.
- C. rhombifolium (Y.Ling & C.Shih) H.Ohashi & Yonek.
- C. × rubellum Sealy
- C. × shimotomaii Makino
- C. sinuatum Ledeb.
- C. vestitum (Hemsl.) Kitam.
- C. yantaiense M.Sun & J.T.Chen
- C. yoshinaganthum Makino
- 가는잎구절초(C. zawadskii) Herbich
- C. zhuozishanense L.Q.Zhao & Jie Yang

과거의 종:
- Chrysanthemum carinatum = Ismelia carinata
- Chrysanthemum cinerariifolium = Tanacetum cinerariifolium
- Chrysanthemum coccineum = Tanacetum coccineum
- Chrysanthemum coronarium = 쑥갓(Glebionis coronaria)
- Chrysanthemum frutescens = 마거리트(Argyranthemum frutescens)
- Chrysanthemum maximum = Leucanthemum maximum
- Chrysanthemum pacificum = Ajania pacifica
- Chrysanthemum segetum = Glebionis segetum

## 같이 보기
- 광주기성